# Marika Gombitová
Marika Gombitová (wł. Maria Gombitová, ur. 12 września 1956 w Turanach nad Ondavou) – słowacka piosenkarka i kompozytorka.
Jej piosenka Vyznanie wygrała IV Festiwal Interwizji w Sopocie (1980).
W plebiscycie na 100 najlepszych słowackich albumów wszech czasów zorganizowanym w 2007 przez dziennik Nový čas, w zestawieniu znalazło się aż sześć jej albumów solowych oraz pięć, w powstaniu których wzięła udział.
W 2018 roku została odznaczona Krzyżem Pribiny I klasy.

## Dyskografia
Albumy solowe
- 1979: Dievča do dažďa
- 1981: Môj malý príbeh
- 1982: Slnečný kalendár
- 1983: Mince na dne fontán
- 1984: №5
- 1986: Voľné miesto v srdci
- 1987: Ateliér duše
- 1990: Kam idú ľudia?
- 1994: Zostaň

Z zespołem Modus
- 1979: Modus
- 1980: Balíček snov
- 1981: 99 zápaliek
- 1983: Záhradná kaviareň

Albumy anglojęzyczne
- 1980: Modus (z zespołem Modus)
- 1981: Rainy Day Girl
- 1984: My Friend the Tree
- 1985: №5

## Lnki zewnętrzne
- Strona domowa (słow.)